# Медіашлюз
Медіашлюз (англ. Media gateway, також MGW або MG) — пристрій чи сервіс (шлюз), який перетворює формат медіаданих, що використовується в мережі одного типу, у формат, необхідний в мережі іншого типу (наприклад, як PSTN, SS7, мобільних мереж 2G, 2.5G і 3G або міні-АТС).
Медіашлюзи дозволяють реалізувати обмін мультимедіа між мобільними мережами з використанням багатьох транспортних протоколів, таких як ATM та Internet Protocol.
Через те, що шлюз з'єднує різні типи мереж, однією з його основних функцій є перетворення між різними технологіями передачі даних і їх кодування. Функції потокового мовлення, такі як тлум луни, DTMF, тощо, також наявні в медіашлюзі.
Медіашлюзи часто контролюються окремим Media Gateway Controller, які забезпечують функціональність управління викликами і сигналізацією.
Зв'язок між шлюзами і контролерами обслуговуваня викликів (Call Agents) досягається за допомогою таких протоколів як MGCP, Megaco (H.248) або SIP.
Сучасні медіашлюзи, що використовуються у поєднанні із SIP, часто є самостійними одиницями з вбудованими системами управління викликами і сигналізацією. Це дозволяє використання шлюзів як незалежних SIP-точок.
Медіашлюзи для VoIP перетворюють голос TDM у протокол, придатний для потокового мовлення (наприклад, RTP), або також протокол сигналізації для системи VoIP.
Медіашлюзи мобільного доступу з'єднують мережі PLMN із з мережами мобільного зв'язку. Стандартами 3GPP визначені CS-MGW і IMS-MGW для публічних мобільних мереж, що базуються на технологіях UTRAN і GERAN.